# Evangelische Pfarrkirche (Almersbach)

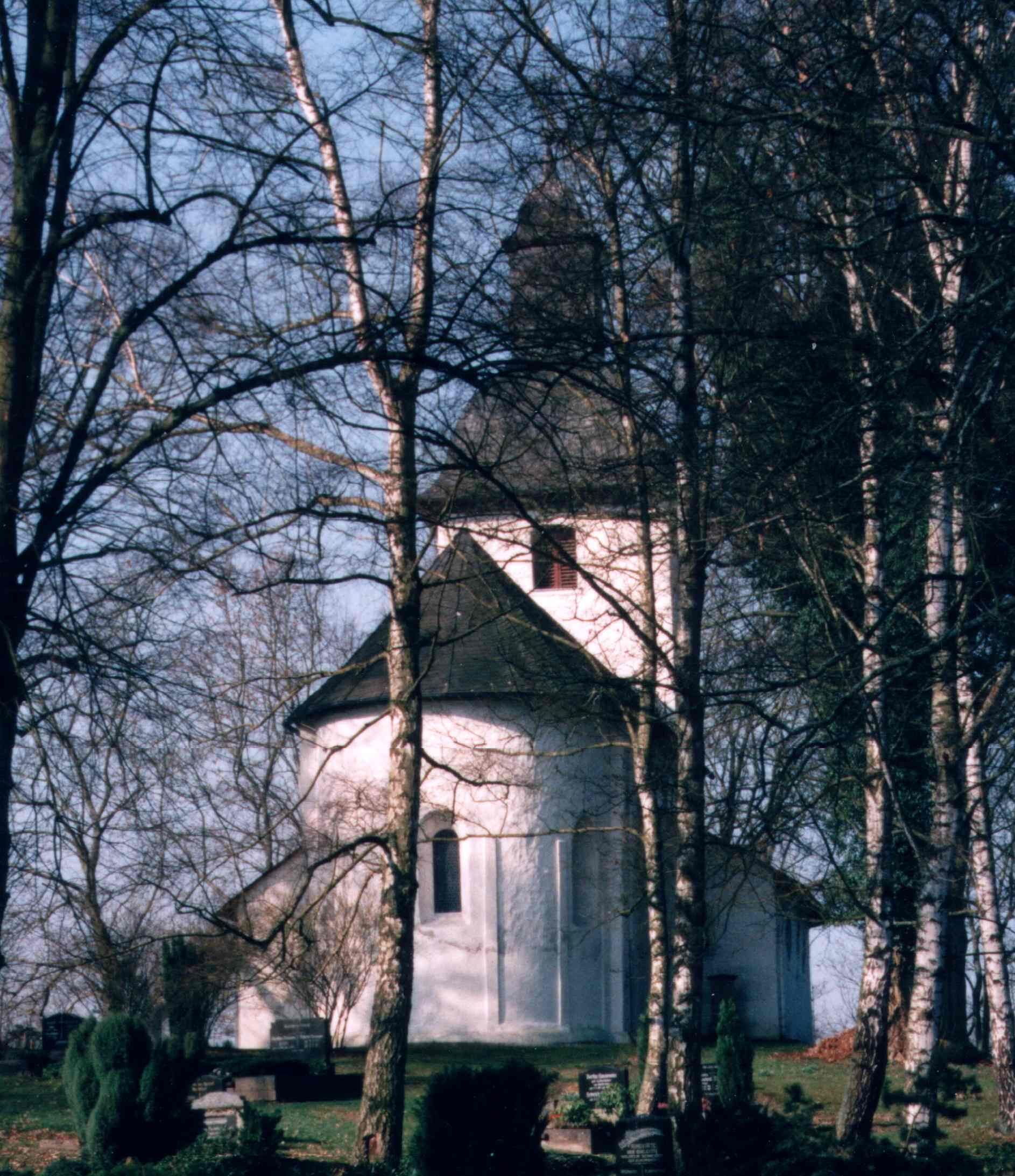
Romanische Basilika in Almersbach

Die Evangelische Pfarrkirche ist das Gotteshaus der rheinland-pfälzischen Gemeinde Almersbach. Die spätromanische Pfeilerbasilika ist datiert auf das zweite Viertel des 13. Jahrhunderts.
Der Kirchenbau liegt auf einem Bergrücken über der Wied. Er gehört in die Reihe spätromanischer Dorfkirchen des Westerwaldes wie sie in Birnbach, Höchstenbach oder Mehren zu finden sind.
Das Patrozinium lässt sich nicht mehr mit Sicherheit klären.
Die Kirchengemeinde gehört zum Kirchenkreis Altenkirchen der Evangelischen Kirche im Rheinland (EKiR).

## Beschreibung

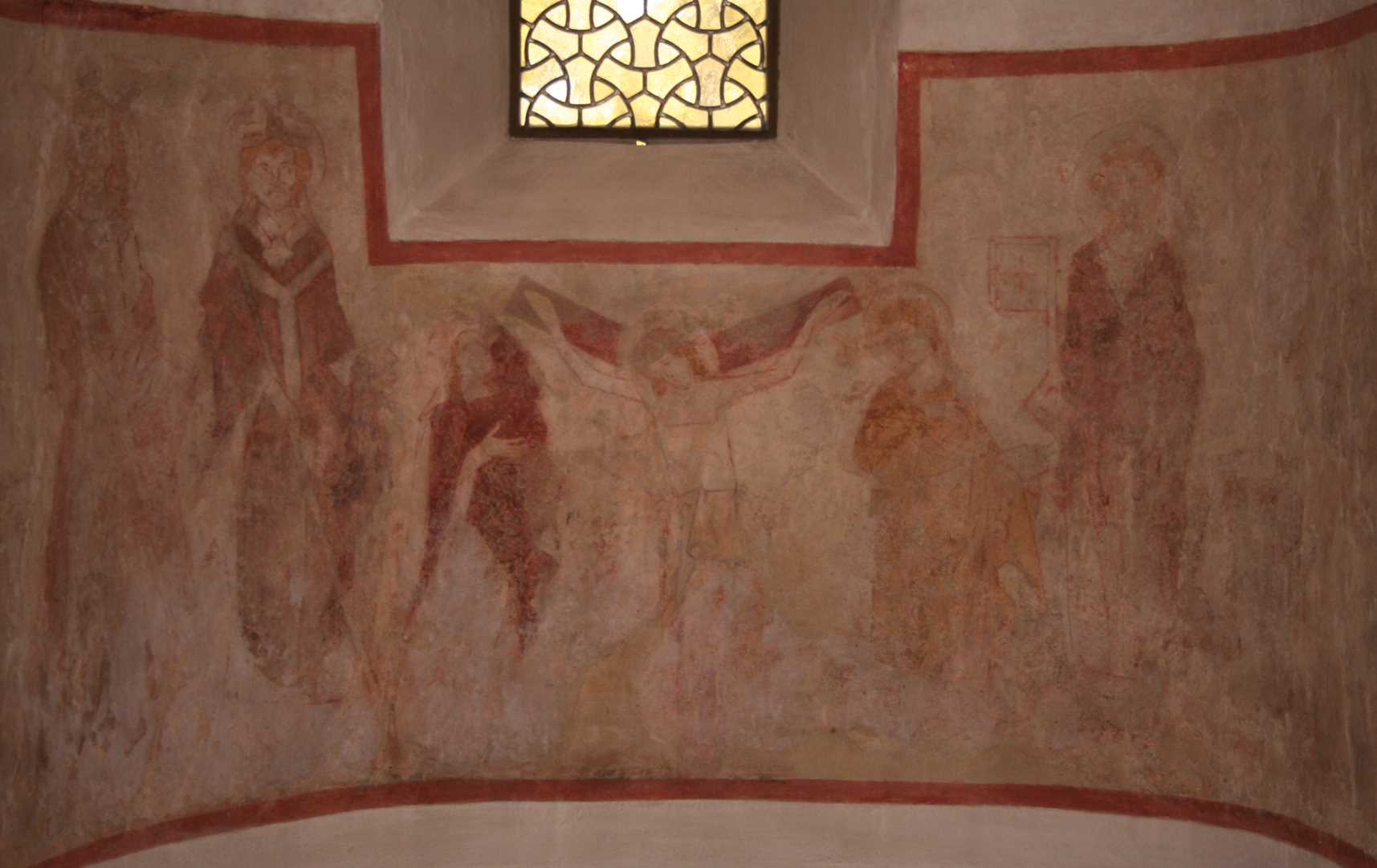
Kreuzigungsgruppe mit Heiligenregister

Prächtiger als die übrigen romanischen Bauten der Umgebung ist die dreischiffige Pfeilerbasilika mit mittelalterlichen Fresken ausgemalt.
Im Chor findet sich eine im Zackenfaltenstil gehaltene Darstellung des Christophorus. Die lebensgroße, braunrot gewandete Figur darf sicherlich noch dem 13. Jahrhundert zugerechnet werden, während die übrigen Fresken bereits mit ihren höfischen Haartrachten dem Sainte-Chapelle-Stil zuzuordnen sind. Darunter ist in der Apsis des nördlichen Seitenschiffes eine Kreuzigungsgruppe mit einem Heiligenregister, der gekreuzigte Christus flankiert von seiner Mutter Maria und seinem Lieblingsjünger Johannes, vom Betrachter aus links die Heiligen Nikolaus und Cordula, auf der rechten Seite ist der Heilige Petrus mit einem großen Schlüssel zu erkennen. Die Entstehung der Kreuzigungsgruppe ist wohl für die erste Hälfte des 14. Jahrhunderts anzusetzen.
Im Obergaden des nördlichen Langhauses finden sich Reste eines weiteren Zyklus, die Darstellung der Legende vom Heiligen Jakobus. Erhalten geblieben ist einzig der segnende Jakobus mit zwei adorierenden Pilgern. Von den übrigen Figuren fanden sich nur noch spärliche Reste. Ob und welche Bestimmung die Kirche am Camino de Santiago hatte, bleibt offen. Der Jakobuszyklus dürfte ebenfalls in der ersten Hälfte des 14. Jahrhunderts anzusetzen sein.
In der Apsis des Chores findet sich eine Darstellung des Auferstandenen, wiederum begleitet von Maria und Johannes, die in das 15. Jahrhundert datiert werden kann.
Die Fresken wurden 1606 bei Einführung des reformierten Bekenntnisses in der Grafschaft Sayn, das keine bildlichen Darstellungen duldete, übertüncht und dabei größtenteils vernichtet. Die heute sichtbaren Fresken wurden während Instandsetzungsarbeiten 1915 wiederentdeckt und zuletzt 2006 restauriert.